# Dorogi Péter
Dorogi Péter (Debrecen, 1979. szeptember 5. -) több platina- és aranylemezes magyar énekes. A Hipnotizőr király, a Vágjál lyukat a kádba az Örökké, vagy a Csillagtengeren című rádióslágerek szerzője, DOROGI néven lépett közönség elé egészen 2024 januárjáig, amikor is új felállásban hozta vissza az életbe az Intim Torna Illegált.

## Zenei pályafutása
A 2000-es évek elején vált ismert zenésszé. Alapító tagja, gitárosa és vokalistája volt annak a Kistehén Tánczenekarnak, amely a 2002-ben a Sziget Fesztivál „Én vagyok a kis tehén, ülök a fa tetején” kezdetű dallal robbant be a köztudatba.
2010-ben zenésztársaival együtt megalapította az Intim Torna Illegál (ITI) nevű zenekart. A zenekar frontembereként 11 éven keresztül lépett a közönség elé a legnevesebb hazai fesztiválokon és a legjelentősebb klubokban. A zenekar négy lemezt készített, Cirkusz (2010), Kísérlet (2012), Mindenkinek igaza van (2014) Élni jöttünk (2018). 
A zenekar 2013-ban a MOL Bringaprogram arca volt.  2019-ben pedig a HEINEKEN Hungária és az ORFK-Országos Balesetmegelőzési Bizottság közös programjában vett részt, ahol az ittas vezetés ellen kampányoltak a Feltöltve című dallal.
Az utóbbi években már nem csak fesztiválokon és koncerteken hallhatta a közönség énekelni, hanem zenéi közismert filmekben és sorozatokban is visszaköszönnek. Az ITI tagjaként szerezte és énekelte a 2014 és 2019 között futó Egynyári kaland TV sorozat Örökké című főcímdalát, valamint  2018-ban a BÚÉK című magyar filmvígjáték egyik fő betétdalát, a Minden kedden című dalt.
2021-től az Intim Torna Illegál feloszlása után DOROGI néven aratott sikert egy szál gitáros fellépéseivel, míg 2024 januárjában új tagokkal hozta vissza az életbe az Intim Torna Illegált. 

## Magánélete
Három lánya van, szabad idejében rendszeresen sportol.

## Diszkográfia

### Albumok
- Zene a nyulaknak (2002)
- Csintalan (2004)
- Szájbergyerek (remix single)
- Szerelmes vagyok minden nőbe (2006)
- Virágok a réten - single (Romano Drom remix)
- Ember a fán (2008)
- Picsába az űrhajókkal (2010)
- Cirkusz (2010)
- Kísérlet (2012)
- Mindenkinek igaza van (2014)
- Élni jöttünk (2018)

### Kislemezek
- Hipnotizőr király
- ITI (angol nyelvű)
- Vágjál lyukat a kádba
- A mennyország kapujában
- Felhő fenn az égen
- Örökké
- Köszönöm szépen, jól vagyok
- Nem adom fel

## Ismertebb dalai
- Hipnotizőr király
- Vágjál lyukat a kádba
- A mennyország kapujában
- Felhő fenn az égen
- Örökké
- Nem adom fel
- Csillagtengeren